# Benjamin (pleme)
Benjamin (heb. בִּנְיָמִין) ime je za izraelsko pleme čiji je rodozačetnik, prema Bibliji Jakovljev sin Benjamin. Pleme Benjamin je skupa s plemenom Juda, te već asimiliranim plemenom Šimun, stvorilo južno izraelsko kraljevstvo - Kraljevstvo Juda - u kojem su bili manji partneri. Poznatiji pripadnici ovog plemena bili su sudac Ehud, prvi izraelski kralj Šaul, te sveti Pavao.

## Etimologija
Kao što je slučaj i kod ostalih izraelskih plemena, pripovijest o Benjaminu, sinu Jakovljevu, kasnije je tumačenje nastanka plemena i njegova imena. Ime ovoga plemena pojavljuje se u dva oblika: binjamin i bne-jamini. Ovaj drugi oblik daje i ključ za tumačenje imena Benjamin, jer bne- znači „sinovi“, a u ovom slučaju „pripadnici pelemena“. Tako se čini da je pravo ime plemena sadržano u riječi jamin, što znači „desno“, „zdesna“. U starini su se ljudi orijentirali tako što su se okrenuli prema istoku (riječ „orijentacija“ i dolazi od riječi orijent), pa je tako ovo ime za Benjamina označavalo one koji se nalaze južno (slično kao i arapski Jemen, koji označava južnu zemlju). To odražava i snažnu vezu što ga je ovo pleme imalo sa svojim prvim sjevernim susjedima, plemenom Efrajim.
Budući da su u tradicijskim tesktovima Efrajim i Manaše opisani kao sinovi Josipovi, a Benjamin kao Josipov mlađi brat i jedini od iste majke, ne čudi što je u svim popisima doveden u vezu s ova dva sjeverna plemena, a ne treba čuditi ni što je njegovo ime određeno u odnosu na njih.
Prema Bibliji, ime Benjamin dolazi protumačeno je kao „sin moje boli“, a nadjenuo bi mu ga Jakov, nakon smrti Bejaminove majke Rahele. Riječ je međutim samo o narodnoj etimologiji iz kasnijega razdoblja.

## Povijest
Benjamin je jedno od izraelskih plemena čiju povijest možemo dulje pratiti kroz povijest.

### Predmonarhijsko razdoblje
Prema takozvanoj „benjaminskoj predaji o osvajanju“, koja je zapisana u biblijskoj Knjizi o Jošui (usp. Jš 2-9), te je tek u kasnijem razdoblju prikazana kao opis koji vrijedi za sva plemena, Benjamin je oko 1200. pr. Kr. prešao preko Jordana i zauzeo usko područje između gradova Luza (kasnije Betel) i Jeruzalema. Budući da je Jošua, prema toj predaji, bio Efrajimaca, mogao bi to biti još jedan dokaz osobite veze ovih dvaju plemena, baš kao činjenica da se glavno svetište - Gilgal - nalazilo na samoj granici između njih.

### Razdoblje monarhije
Vrhunac je ovo pleme doživjelo u vrijeme ustanovljenja Kraljevstva Izrael u kojem je prvi kralj bio Šaul, pripadnik toga plemena, no nakon njegove smrti na vlast dolazi kralj David iz plemena Jude. Nakon kraljevenja Salomona, Benjamin se odriče stare veze s Efrajimom i pristaje uz južno Kraljevstvo Juda.
U bitkama koje će se u početku podijeljenog kraljevstva voditi između sjevera i juga, područje Benjamina bit će podijeljeno i jedan njegov dio pripast će sjeveru. Nakon asirskog osvajanja sjevera, kralj Jošija iz južnog kraljevstva uspio je ponovno zavladati cijelim područjem Benjamina te mu pribrojiti i neke krajeve Efrajima.
Neposredno pred pad južnog kraljevstva, područje Benjamina postaje središtem oporbenog djelovanja u odnosu na politiku kralja Sedekije. Iz Benjamina, iz grada Anatota (danas se arapski zove Anata), bio je i prorok Jeremija. Vjerojatno zbog takvog stava plemena Benjamin, babilonci ne razaraju njihove gradove, pa će Mispe postati upravnim središtem Judeje u Babilonskom carstvu, a ondje se skuplja i ostala elita, pa se vjeruje da je tu nastala i deuteronomistička biblijska tradicija, koja je uredila dobar dio današnjeg Starog zavjeta.

### Nakon progonstva
Po povratku iz Babilonije, područja plemena Jude i Benjamina pripala su perzijskom upravitelju Samarije, dok nije osnovana nova pokrajina „Jahud“ kojoj su pripala oba plemena. Arheološka istraživanja pokazala su da je u to doba došlo i do uništenja nekih Benjaminovih gradova, kao što su Betel, Gibeon, Gibea. Pretpostavlja se da se to dogodilo za vrijeme sukoba između Samarije i Judeje, koji su nam poznati i iz pisanih izvora.
Poznato je da je još i u rimsko doba, i u 1. stoljeću, postojala svijest o zasebnom Benjaminovom plemenu, o čemu svjedoči i sveti Pavao, koji se sam predstavljao kao član toga plemena.